# Arteaga (Coahuila)
Pour les articles homonymes, voir Arteaga.
Arteaga est un municipio de l'État mexicain de Coahuila.

## Histoire
- En 1580, des familles de Tlaxcaltèques s'installèrent en ce lieu qu'elles nommèrent San Isidro de las Palomas.
- Le 31 octobre 1591, le capitaine Francisco de Urdiñola fonda officiellement ce lieu et lui conserva son nom.
- San Isidro de las Palomas fut occupé par les troupes françaises, en partenariat avec les forces du général Félix Douay, en 1865 et 1866. Ces troupes se comportèrent convenablement.
- Le 29 décembre 1866, le général Andrés S. Viesca, gouverneur et commandant militaire, concéda le titre de ville à San Isidro de las Palomas qu'il renomma Arteaga, en mémoire du général José María Arteaga Magallanes, né dans l'État d'Aguascalientes en 1833, qui fut gouverneur de l'État de Querétaro et fut fusillé par les troupes françaises à Uruapan en 1865.
- Le 25 février 1913, Venustiano Carranza y établit son quartier général.
- Le 2 mars 1911, il y rédigea le premier manifeste de la Révolution.

Outre l'actrice Beatriz Aguirre Valdés, plusieurs gouverneurs du Coahuila sont nés à Arteaga.

## Géographie
Le municipio est situé au sud-est de l'État, à 18 km de sa capitale, Saltillo. Il en forme avec Ramos Arizpe et Saltillo la principale agglomération.
Arteaga est divisée en 366 localités. 
De nombreuses montagnes encadrent Arteaga : la sierra de San Antonio à l'est, les sierras de los Lirios, de Huachichil, de las Vigas et de la Nieve. Elles forment la sierra de Arteaga qui est une partie de la Sierra Madre orientale. Le relief est très montagneux avec des cañons et de hautes montagnes : sierra de Coahuila (3500 m), sierra de San Antonio (3500 m), sierra de San Lucas (3200 m), sierra de los Lirios (2770 m) et le Cerro de la Carbonera (2340 m).
Le climat est semi-aride et assez chaud mais les zones montagneuses sont plus fraiches et gardent leur couverture neigeuse la majeure partie de l'année. Une zone, la Siberia, est surnommée la Suisse du Coahuila. La température moyenne annuelle va de 12 à 16 °C. Les précipitations annuelles sont de 4 à 500 mm avec des pluies de mai à juillet ainsi qu'en novembre et janvier. Les vents dominants viennent du nord-est avec une vitesse moyenne de 15 à 20 km/h. Il y a annuellement de 40 à 60 jours de gelées et 2 à 3 de grêle.
Les forêts sont les principales ressources naturelles exploitées. Il y a aussi quelques carrières. En zone rurale, la terre est utilisée pour produire de l'adobe.
La propriété foncière est très divisée à Arteaga. Les pommes sont la principale production agricole. Arteaga en fournit 80 % de la production de l'État.
Les principales localités sont Arteaga (cabecera municipal), San Antonio de las Alazanas, El Tunal, Huachichil, Los Lirios, Mesa de Tablas, Bella Unión, Escobedo et Jamé.

## Administration
| Période                                  | Période | Identité                        | Étiquette | Qualité |
| ---------------------------------------- | ------- | ------------------------------- | --------- | ------- |
| 2006                                     | 2008    | José de Jesús Duran Flores      | PRI       |         |
| 2003                                     | 2005    | José Santos Carmona Moreno      | PRI       |         |
| 2000                                     | 2002    | Antonio Malacara Padilla        | PRI       |         |
| 1997                                     | 1999    | Ernesto Francisco Valdés Cepeda | PRI       |         |
| 1994                                     | 1996    | Manuel Marcelo Sánchez Valdés   | PRI       |         |
| 1991                                     | 1993    | Antonio Malacara Padilla        | PRI       |         |
| 1988                                     | 1990    | José Manuel Sifuentes Rodríguez | PRI       |         |
| 1985                                     | 1987    | Benito Flores Valdés            | PRI       |         |
| 1982                                     | 1984    | Pedro Rolando Cepeda Siller     | PRI       |         |
| 1979                                     | 1981    | Julián Dávila Cepeda            | PRI       |         |
| 1976                                     | 1978    | José Antonio Cepeda Méndez      | PRI       |         |
| 1973                                     | 1975    | Mario Padilla Durán             | PRI       |         |
| 1970                                     | 1972    | Abraham Cepeda Flores           | PRI       |         |
| 1967                                     | 1969    | Ricardo Valdés Arredondo        | PRI       |         |
| 1964                                     | 1966    | Florentino Valdés Galindo       | PRI       |         |
| 1961                                     | 1963    | Ignacio Cepeda Valdés           | PRI       |         |
| 1958                                     | 1960    | José de la Luz Valdés           | PRI       |         |
| 1955                                     | 1957    | Ernesto Valdés Savila           | PRI       |         |
| 1952                                     | 1954    | Salvador Cepeda                 | PRI       |         |
| 1949                                     | 1951    | Francisco Flores Valdés         | PRI       |         |
| 1949                                     | 1949    | Cruz Galindo Valdés             | PRI       |         |
| 1946                                     | 1948    | Miguel Sánchez Treviño          | PRI       |         |
| 1943                                     | 1945    | Celerino Martínez               | PRM       |         |
| 1940                                     | 1942    | Miguel Sánchez F                | PRM       |         |
| 1939                                     | 1939    | Jesús Gámez F.                  | PRM       |         |
| 1938                                     | 1938    | Pedro F. Herrera                | PRM       |         |
| 1936                                     | 1937    | Leonardo Dávila                 | PNR       |         |
| Les données manquantes sont à compléter. |         |                                 |           |         |